# Clavogaster
Clavogaster is een geslacht van schimmels behorend tot de familie Strophariaceae.

## Soorten
Het geslacht telt in totaal twee soorten (peildatum april 2023):
| Soortnaam                  | Auteur(s)            | Publicatiejaar |
| -------------------------- | -------------------- | -------------- |
| Clavogaster novozelandicus | Henn.                | 1896           |
| Clavogaster virescens      | (Massee) J.A. Cooper | 2015           |